# San Lorenzo (Arcidosso)
San Lorenzo est une frazione de la commune d'Arcidosso, province de Grosseto, en Toscane, Italie. 

## Description
Le hameau est un petit village situé dans les bois de châtaigniers à mi-chemin entre Arcidosso et Castel del Piano.
Au moment du recensement de 2001 sa population était de 211 habitants.

## Monuments
- L'église San Lorenzo (XIe siècle), ancienne église construite sur la volonté de l'Abbaye San Salvatore.
- Le couvent des capucins, construit en 1593 sur l'ancien Campo di Marte, où Arcidossini et Casteldelpianesi ont combattu les uns contre les autres par esprit de clocher. Il contient des peintures de Giuseppe Nicola Nasini et Francesco Vanni.
- La chapelle de Merope Becchini, chapelle funéraire néo-gothique conçu par Lorenzo Porciatti au début du XXe siècle pour une jeune fille d'Arcidosso ; elle est située à l'extérieur du couvent des capucins.
- La Villa della Palazzina, élégante villa datant du XVIIe siècle, décorée avec des motifs baroques et un jardin agrémenté d'une fontaine.
- La Grotte de Merlin, impressionnante grotte où selon la légende aurait vécu le célèbre magicien Merlin. Selon une autre légende elle semble avoir été le refuge d'un noble guerrier étrusque. Les historiens[1] estiment qu'en réalité, la grotte fut  le refuge pour quelque temps d'un rebelle florentin fuyant les Espagnols ; il prétendait être un magicien pour tenir à l'écart les curieux, ce qui donna lieu au début de la légende.
- L'autel sacrificiel de San Lorenzo, grande pierre sculptée avec un grand P, qui signifie 100. Il est probablement un four médiéval, mais les légendes disent qu'il était un autel sur lequel ont été exécutés les sacrifices de plus de cent animaux[2].